# Clemente Escobar Delgado
Clemente Escobar Delgado (Valdivia, Chile, 23 de noviembre de 1881-8 de agosto de 1951) fue un político chileno que perteneció al Partido Democrático en el cual llegó a ser un dirigente importante y ocupó una banca como diputado en dos ocasiones.

## Biografía
Nació en Valdivia, Chile, el 23 de noviembre de 1881; hijo de Críspulo Escobar y Procélia Delgado.

### Trayectoria Política[1][2]
Militó en el Partido Democrático y en el Partido Socialista Auténtico.
Clemente Escobar Delgado fue regidor y alcalde de Valdivia de 1909 a 1915.
En las Elecciones parlamentarias de Chile de 1932 Fue elegido diputado suplente pero el 17 de abril de 1933 reemplazo a Alberto González Quiroga que había sido elegido en 1932 quien no llegó a asumir. Escobar Delgado asumió por la Vigesimosegunda Agrupación Departamental "Valdivia, La Unión y Osorno", para el  período 1933-1937 por el Partido Democrático.
Buscó de nuevo la banca de diputado nuevamente por el Partido Democrático en las Elecciones parlamentarias de Chile de 1937 logrando 6.608 votos (el partido logró meter 2 diputados pero Clemente no entró) y luego intento nuevamente pero esta vez por el Partido Socialista representando a Valdivia en las Elecciones parlamentarias de Chile de 1941 pero no fue electo ya que la lista solo logró 1.515 votos.
En las Elecciones parlamentarias de Chile de 1945 fue elegido por segunda vez diputado por la reformada Vigesimosegunda Agrupación Departamental "Valdivia, La Unión y Río Bueno", período 1945-1949 fue elegido por el Partido Socialista Auténtico; integró la Comisión Permanente de Vías y Obras Públicas
Falleció en Valdivia, Chile, el 8 de agosto de 1951